# (34897) 2537 P-L
2537 P-L (asteroide 34897) é um asteroide da cintura principal. Possui uma excentricidade de 0.20433270 e uma inclinação de 5.23285º.
Este asteroide foi descoberto no dia 24 de setembro de 1960 por Cornelis Johannes van Houten e Ingrid van Houten-Groeneveld e Tom Gehrels em Palomar.